# Jakobstads båtvarv
Jakobstads båtvarv är en finländsk båttillverkare i Jakobstad, som grundades 1904. Jakobstads båtvarv tillverkar träbåtar, bland andra den 6,6 meter långa skärgårdsseglaren Nordwind 20.

## Byggda båtar i urval
- Sippan II. 8,23 meters motorbåt, baserad på ritning av C.G. Pettersson från 1930[2]
- Hajbåtar, konstruerad av Gunnar L. Stenbäck
- Ångslupen Mathilda – en ångslup, numera på Museumshafen Oevelgönne i Hamburg i Tyskland[3]
- Skeppsbåten Christian, replikabygge enligt 1700-talsritning av Fredrik Henrik af Chapman
- 1947 S/Y Henrietta, segelyacht av typen Condor, ritad 1943 av Knud H. Reimers och byggd 1947 för fabrikören Hugo Nars (1909–1973) av Johan Granrot
- 2008 JB Racer, snabbgående motorbåt konstruerad av Jan Backman